# Pleasantville, Iowa
Pleasantville là một thành phố thuộc quận Johnson, tiểu bang Iowa, Hoa Kỳ. Năm 2010, dân số của thành phố này là 1694 người.

## Dân số
Dân số qua các năm:
- Năm 2000: 1539 người.
- Năm 2010: 1694 người.